# Sergej Seljanov
Sergej Seljanov (russisk: Михайлович) (født 21. august 1955 i Olonets i Sovjetunionen) er en sovjetisk filminstruktør og manuskriptforfatter.

## Filmografi
- Dukhov den (Духов день, 1990)[3][4]
- Vremja petjali esjjo ne prisjlo (Время печали ещё не пришло, 1995)